# Russell Crowe
Russell Ira Crowe (n. 7 aprilie 1964, Wellington, Noua Zeelandă) este un actor neozeelandez. Cariera sa actoricească a debutat la începutul anilor 1990 cu roluri în seriale australiene de televiziune, așa cum a fost Police Rescue, și filme precum Romper Stomper. Spre sfârșitul anilor '90, Crowe a apărut în filme realizate în Statele Unite ale Americii, precum L.A. Confidential.  În anii 2000, Russell Crowe a fost nominalizat de trei ori pentru titlul de cel mai bun actor, iar în anul 2001 a câștigat Premiul Oscar pentru Cel mai bun actor în rol principal, pentru rolul său din filmul Gladiatorul.

## Filmografie
| An   | Film                                            | Rol                         | Note                            |
| ---- | ----------------------------------------------- | --------------------------- | ------------------------------- |
| 1990 | Prisoners of the Sun                            | Lt. Jack Corbett            |                                 |
| 1990 | The Crossing                                    | Johnny Ryan                 |                                 |
| 1991 | Proof                                           | Andy                        |                                 |
| 1992 | Spotswood                                       | Kim Barrett                 | aka "The Efficiency Expert"     |
| 1992 | Romper Stomper                                  | Hando                       |                                 |
| 1993 | Hammers Over the Anvil                          | East Driscoll               |                                 |
| 1993 | The Silver Brumby                               | The Man (Egan)              |                                 |
| 1993 | For the Moment                                  | Lachlan Currie              |                                 |
| 1993 | Love in Limbo                                   | Arthur Baskin               |                                 |
| 1994 | The Sum of Us                                   | Jeff Mitchell               |                                 |
| 1995 | The Quick and the Dead                          | Cort                        |                                 |
| 1995 | No Way Back                                     | FBI Agent Zack Grant        |                                 |
| 1995 | Virtuosity                                      | SID 6.7                     |                                 |
| 1995 | Rough Magic                                     | Alex Ross                   |                                 |
| 1997 | L.A. Confidential                               | Officer Wendell "Bud" White |                                 |
| 1997 | Heaven's Burning                                | Colin O'Brien               |                                 |
| 1997 | Breaking Up                                     | Steve                       |                                 |
| 1999 | Mystery, Alaska                                 | Șerif John Biebe            |                                 |
| 1999 | The Insider                                     | Jeffrey Wigand              |                                 |
| 2000 | Gladiator                                       | Maximus Decimus Meridius    |                                 |
| 2000 | Proof of Life                                   | Terry Thorne                |                                 |
| 2001 | A Beautiful Mind                                | John Nash                   |                                 |
| 2003 | Master and Commander: The Far Side of the World | Cpt. Jack Aubrey            |                                 |
| 2005 | Cinderella Man                                  | Jim Braddock                |                                 |
| 2006 | A Good Year                                     | Max Skinner                 |                                 |
| 2007 | 3:10 to Yuma                                    | Ben Wade                    |                                 |
| 2007 | American Gangster                               | Det. Richie Roberts         |                                 |
| 2008 | Tenderness                                      | Detective Cristofuoro       |                                 |
| 2008 | Body of Lies                                    | Ed Hoffman                  |                                 |
| 2009 | State of Play                                   | Cal McAffrey                |                                 |
| 2010 | Robin Hood                                      | Robin Longstride            |                                 |
| 2010 | The Next Three Days                             | John Brennan                |                                 |
| 2012 | Republic of Doyle                               | Boyd Keiley                 | 1 episod                        |
| 2012 | The Man with the Iron Fists                     | Jacknife                    |                                 |
| 2012 | Les Misérables                                  | Inspector Javert            |                                 |
| 2013 | Broken City                                     | Nicholas Hostetler          |                                 |
| 2013 | Man of Steel                                    | Jor-El                      |                                 |
| 2014 | Winter's Tale                                   | Pearly Soames               |                                 |
| 2014 | Noe                                             | Noe                         |                                 |
| 2015 | Fathers and Daughters                           |                             | În filmări                      |
| 2015 | The Water Diviner                               | Connor                      | Post-producție, debut regizoral |

## Premii

### Premiul Oscar
- Cel mai bun actor, pentru rolul din filmul Gladiatorul (2000)

### Premiul AFI
- Cel mai bun actor în rol secundar, pentru rolul din filmul Proof (1991)
- Cel mai bun actor, pentru rolul din filmul Romper Stomper (1992)
- Premiul pentru întreaga carieră (2001)
- Cel mai bun actor internațional, pentru rolul din filmul Cinderella Man (2005)

### Premiul BAFTA
- Cel mai bun actor, pentru rolul din filmul A Beautiful Mind (2002)

### Globul de Aur
- Cel mai bun actor de dramă, pentru rolul din filmul A Beautiful Mind (2002)

## Nominalizări

### Nominalizări la Premiul Oscar
- Nominalizat pentru Cel mai bun actor, pentru rolul din filmul The Insider (1999)
- Nominalizat pentru Cel mai bun actor, pentru rolul din filmul A Beautiful Mind (2001)

### Nominalizări la Premiul AFI
- Nominalizat pentru Cel mai bun actor, pentru rolul din filmul The Crossing (1990)

### Nominalizări la Premiul BAFTA
- Nominalizat pentru Cel mai bun actor, pentru rolul din filmul The Insider (2000)
- Nominalizat pentru Cel mai bun actor, pentru rolul din filmul Gladiatorul (2001)

### Nominalizări la Globul de Aur
- Nominalizat pentru Cel mai bun actor de dramă, pentru rolul din filmul The Insider (2000)
- Nominalizat pentru Cel mai bun actor de dramă, pentru rolul din filmul Gladiatorul (2001)
- Nominalizat pentru Cel mai bun actor de dramă, pentru rolul din filmul Master and Commander: The Far Side of the World (2004)
- Nominalizat pentru Cel mai bun actor de dramă, pentru rolul din filmul Cinderella Man (2006)

| Premii                                          | Premii                                                                               | Premii                                              |
| ----------------------------------------------- | ------------------------------------------------------------------------------------ | --------------------------------------------------- |
| Predecesor: Kevin Spacey pentru American Beauty | Premiul Oscar pentru cel mai bun actor 2000 pentru Gladiatorul                       | Succesor: Denzel Washington pentru Training Day     |
| Predecesor: Jamie Bell pentru Billy Elliot      | Premiul BAFTA pentru cel mai bun actor în rol principal 2001 pentru A Beautiful Mind | Succesor: Daniel Day-Lewis pentru Gangs of New York |
| Predecesor: Tom Hanks pentru Cast Away          | Globul de Aur pentru cel mai bun actor de dramă 2002 pentru A Beautiful Mind         | Succesor: Jack Nicholson pentru About Schmidt       |